# Anoplodactylus arcuatus
Anoplodactylus arcuatus is een zeespin uit de familie Phoxichilidiidae. De soort behoort tot het geslacht Anoplodactylus. Anoplodactylus arcuatus werd in 1977 voor het eerst wetenschappelijk beschreven door Child. 